# Prevención del suicidio

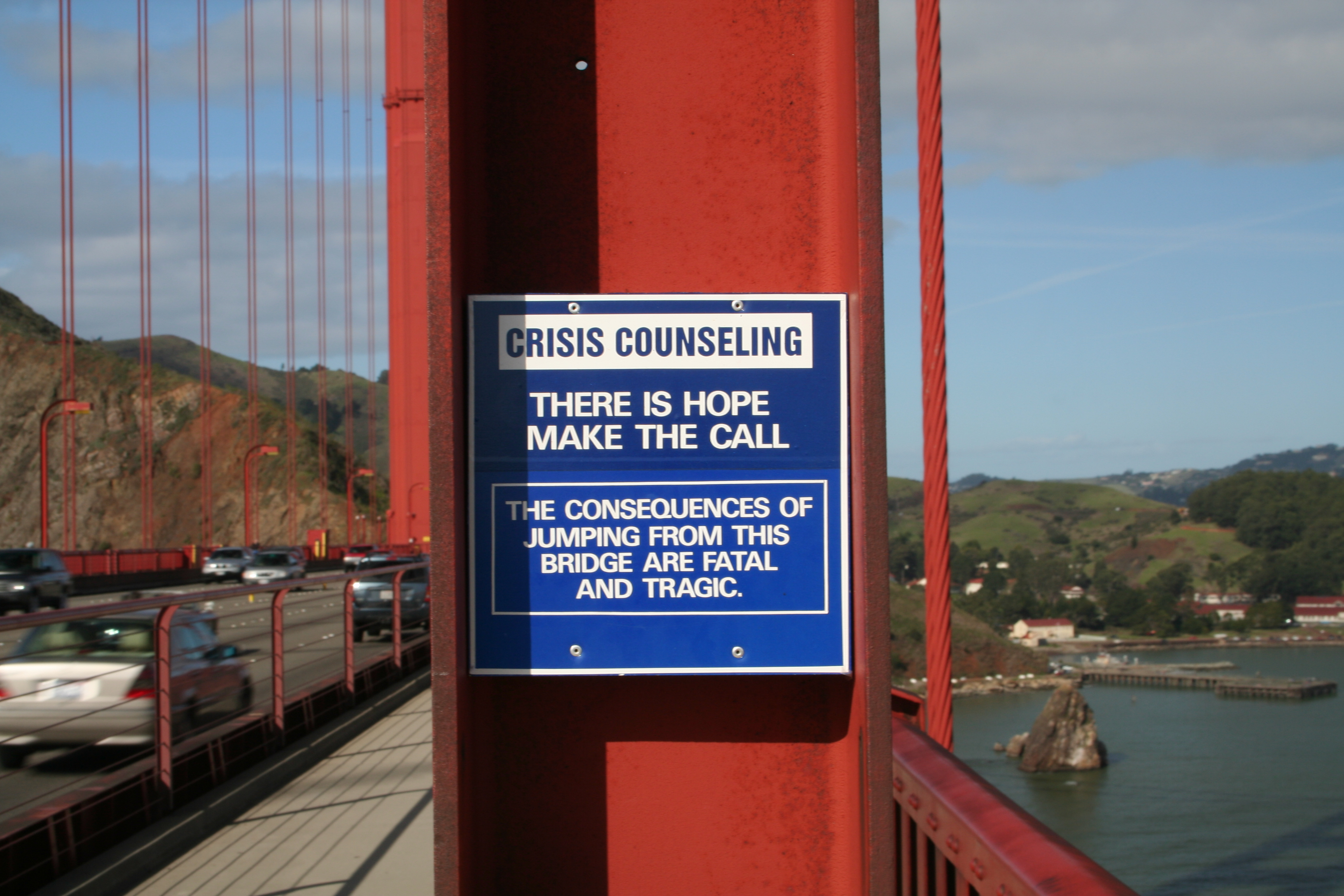
Aviso instalado en el puente Golden Gate que anima a no suicidarse. El puente también incluye un comunicador especial que puede ser utilizado para recibir auxilio por aquellos individuos desesperados que estuviesen pensando en arrojarse desde allí.

Prevención del suicidio es un término paraguas que se refiere a los distintos esfuerzos colectivos para reducir el suicidio en la sociedad.
Además de las intervenciones que permiten parar un intento de suicidio, los métodos de prevención también incluyen el tratamiento de desórdenes depresivos, la mejora de estrategias de afrontamiento de quienes considerarían suicidarse, la reducción de factores de riesgo y la oferta de esperanza de una vida mejor para las personas que lo necesitan. 
Tales métodos incluyen medidas preventivas y proactivas en los ámbitos de la medicina, la salud mental, y la salud pública, entre otros. Pero no se puede contemplar el suicidio solamente desde la perspectiva médica o de salud mental, sino que hay que considerar  los factores de riesgo existentes. Y también factores de protección, como el apoyo social y el compromiso social,que  son las circunstancias positivas y los recursos personales y sociales que aumentan la resiliencia y reducen la probabilidad de suicidio y otros comportamientos de alto riesgo relacionados.
Para los profesionales de la salud, la prevención del suicidio incluye el aspecto de los riesgos por el sufrimiento emocional de sus pacientes y la posibilidad de demandas judiciales por mala praxis.

## Detección y evaluación del riesgo de suicidio

### Señales de alerta
Mientras que algunas de las muertes por suicidio ocurren sin ninguna señal de alerta, la mayoría de las personas que se suicida muestra dos o más de las señales que se mencionan a continuación dentro de un período de dos meses antes de la fecha de su muerte.
Entre dichas señales pueden citarse:
1. Ideación suicida: pensar, hablar o escribir sobre el suicidio
2. Hacer planes para suicidarse
3. Abuso de drogas
4. Falta de propósitos vitales
5. Preocupación, agitación e incapacidad para dormir
6. Sensación de estar atrapado
7. Incrementar el aislamiento
8. Autolesionarse (cortadas, quemaduras, accidentes frecuentes, etc.)
9. Cambios bruscos de conducta
10. Temeridad e impulsividad
11. Cambio repentino del estado emocional
12. Depresión
13. Sensación de inutilidad

Además, el Instituto de Salud Mental de Estados Unidos incluye la sensación de ser un estorbo, el aumento de la ingesta de drogas y los fuertes dolores —tanto físicos como emocionales— como señales de que alguien puede intentar suicidarse.

### Detección

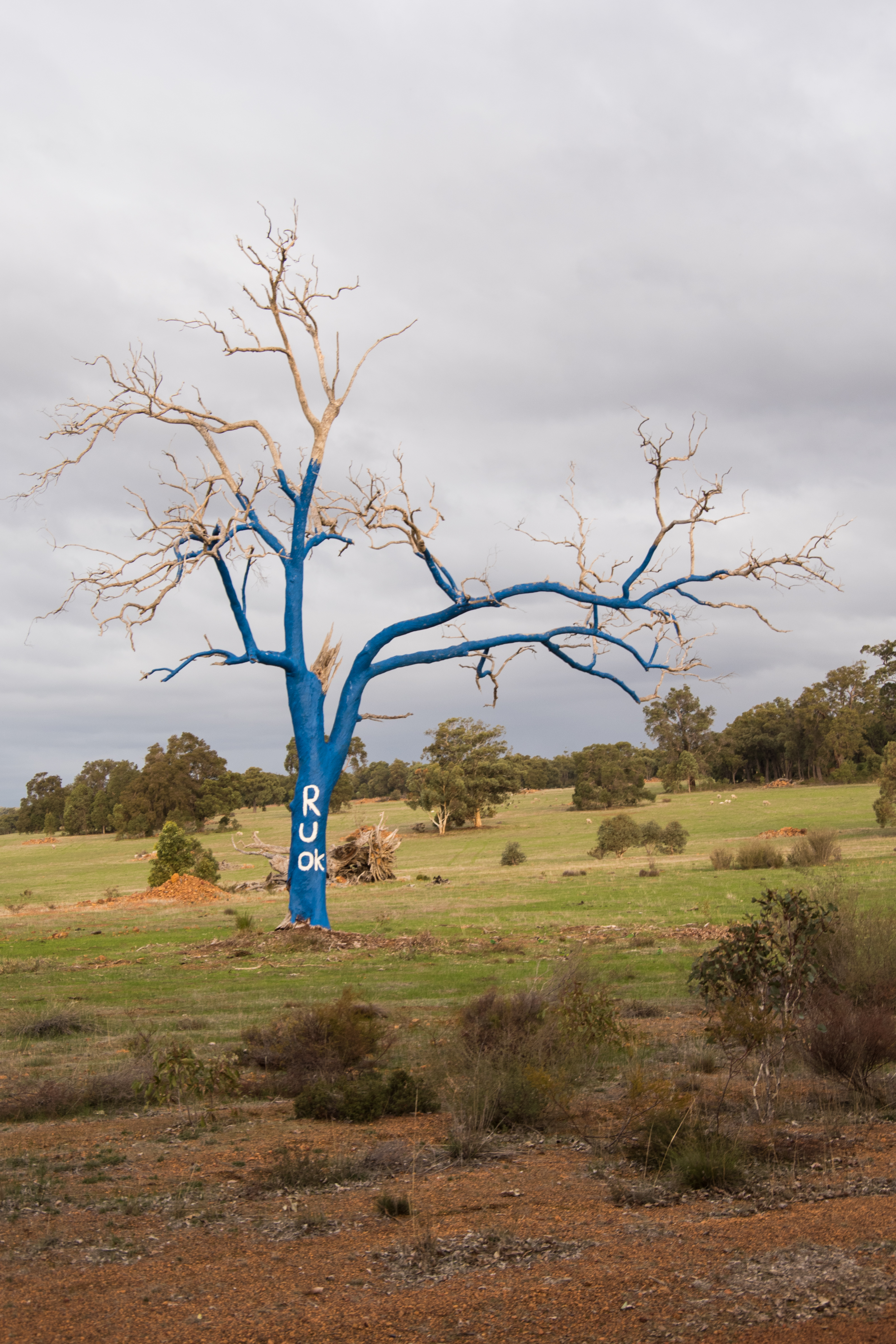
Árbol pintado de azul con la frase "R U OK?" (¿Estás bien?) para apoyar la prevención del suicidio en Australia.

El director del Servicio de Salud Pública de Estados Unidos (Surgeon General) sugirió que el cribado para detectar a las personas en riesgo puede ser uno de los métodos más eficaces de prevención del suicidio de niños y adolescentes. Hay varias herramientas de cribado en la forma de cuestionarios autorrellenables, como la escala de desesperanza de Beck o ¿Es un camino templado?, que ayudan a identificar a las personas en riesgo. Se han probado varios de estos cuestionarios y se han demostrado eficaces para adolescentes y jóvenes. Sin embargo dan un alto número de falsos positivos, por lo que las personas consideradas en riesgo idealmente deberían pasar una entrevista clínica. La calidad predictiva de estos cuestionarios de cribado no ha sido conclusivamente validada, así que no es posible determinar si las personas identificadas como de alto riesgo realmente se suicidarán. Preguntar por el suicidio, o cribar en este sentido, no incrementa el riesgo.
En aproximadamente el 75 % de los suicidios consumados, los individuos habían visto a un médico en el año anterior a su muerte. Entre el 45 y el 66 % de ellos lo habían visto el mes anterior. Entre el 33 y el 41 % de estos individuos habían tenido contacto con servicios de salud mental durante el año anterior, y el 20 %, durante el mes previo a su fallecimiento. Estas cifras manifiestan la imperiosa necesidad de un cribado eficaz. Muchas medidas de valoración del riesgo de suicidio no están suficientemente validadas y no incluyen los tres atributos fundamentales de este riesgo: querencia por el suicidio, comportamiento y cognición. Un estudio publicado por la Universidad de Nueva Gales del Sur concluye que po puede predecir fiablemente el riesgo de suicidio.

### Estrategias de detección y evaluación del riesgo
El suicidio es el acto de matarse deliberadamente o, más específicamente, un acto deliberadamente iniciado y realizado por la persona concernida en pleno conocimiento, o con la expectativa, de su fatal desenlace. Al reconocer la necesidad de abordar ampliamente la prevención del suicidio, se han desarrollado varias estrategias apoyadas en evidencias científicas.El abordaje tradicional ha sido identificar los factores de riesgo que incrementan el riesgo de suicidio o autolesión, aunque el metaanálisis de estudios apunta a que la valoración del riesgo de suicidio puede no ser útil y recomienda la inmediata hospitalización de la persona con pensamientos suicidas como la opción más saludable. En 2001 el Departamento de Salud y Servicios Sociales de los Estados Unidos, bajo la dirección del Cirujano General (General Surgeon), publicó la Estrategia Nacional de Prevención del Suicidio, que establecía un marco con esta finalidad en Estados Unidos. Este documento aboga por abordar la prevención del suicidio como una cuestión de salud pública, centrándose en identificar los patrones de suicidio e ideación suicida en grupos de población, en vez de examinar el historial y el estado de salud de individuos aislados. La capacidad de reconocer señales de alarma permite a las personas preocupadas por alguien cercano dirigirlo a los servicios de ayuda.
Los gestos suicidas y el deseo suicida (un vago anhelo por la muerte que no implica ninguna intención real de matarse) son comportamientos potencialmente autolesivos que una persona puede utilizar para otros fines, como buscar ayuda, castigar a otros o reclamar atención. Estos comportamientos potencian la capacidad del individuo para suicidarse y deben considerarse como señales de alarma, cuando el individuo muestra intenciones a través de su discurso o sus conductas.

### Condición subyacente
Conservadoramente se estima que el 10 % de los individuos con desórdenes psiquiátricos pueden padecer una enfermedad mental no diagnosticada que les causa sus síntomas. Más del 50 % pueden padecer una enfermedad mental no diagnosticada que, aunque no cause sus síntomas psiquiátricos, sí los está agravando. Drogas y medicamentos también pueden producir síntomas psiquiátricos. Un diagnóstico eficaz y, en su caso, pruebas médicas, como neuroimagen, permiten tratar tales síntomas primarios o efectos secundarios de los medicamentos, reduciendo así la ideación suicida. La depresión está presente entre el 90 y el 95 % de los casos.Sin embargo, la calificación de un caso como psiquiátrico puede incrementar las rigideces de su tratamiento. 

## Métodos de intervención contra el suicidio

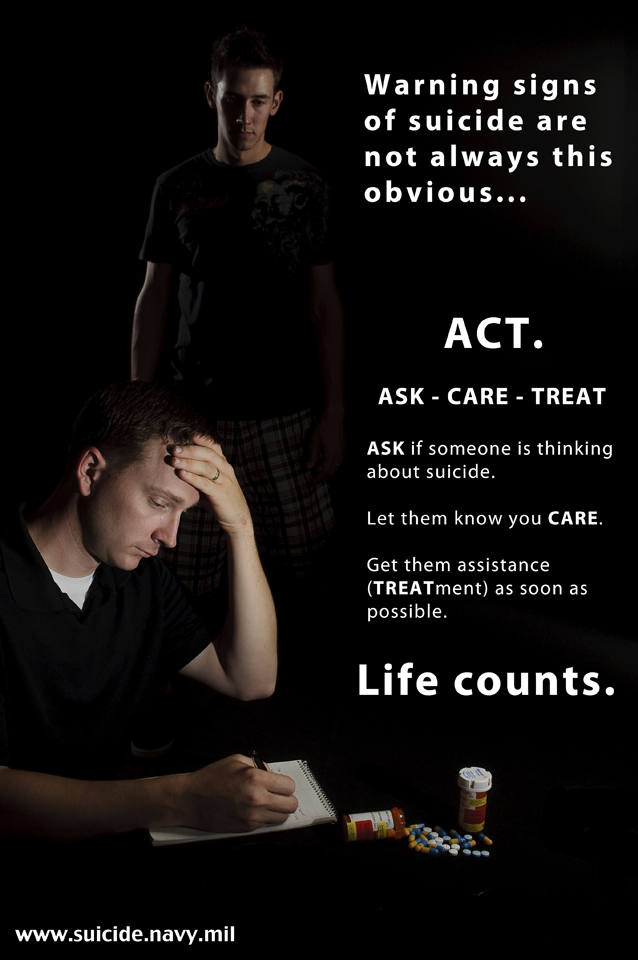
Foto sobre prevención del suicidio de la agencia norteamericana de noticias militares

Entre los muchos métodos para prevenir el suicidio, están: conversaciones directas con las personas en riesgo, cribado, reducción del acceso a medios letales e intervención social. La medicación con litio puede reducir el riesgo en caso de trastorno bipolar. Las charlas terapéuticas, incluidas las telefónicas, también pueden ayudar.

### Restricción de medios letales
La restricción de las posibilidades que una persona tiene a su alcance para matarse es un importante componente de la prevención del suicidio. Se denomina "restricción de medios".
Los investigadores y quienes formulan políticas sanitarias han teorizado y demostrado que la restricción de medios puede reducir los índices de suicidio, porque dificulta la acción durante el episodio de depresión, pasado el cual disminuye el riesgo. También hay pruebas significativas de que restringir el acceso a puntos de atracción para suicidas (suicide hotspots), como puentes y acantilados, reduce los suicidios, mientras que otras intervenciones como colocar carteles o aumentar la vigilancia en estos sitios parecen ser menos eficaces. Uno de los más famosos ejemplos de restricción de medios es el del gas ciudad en el Reino Unido. Hasta los años 1950, el método de suicidio más común en ese país era respirar intencionadamente el gas de la cocina, que tenía un alto porcentaje de monóxido de carbono, muy tóxico. En 1958 se empezó a sustituir el gas ciudad por gas natural (virtualmente libre de monóxido de carbono) y durante la siguiente década el número de suicidios bajó, lo que se debió enteramente al brusco descenso de los envenenamientos intencionados con monóxido de carbono.
En los Estados Unidos numerosos estudios han concluido que el acceso a armas de fuego está relacionado con un aumento de los suicidios consumados. «Alrededor del 85 % de los intentos con un arma de fuego son mortales: es un índice de letalidad mucho mayor que casi cualquier otro método. Muchos de los métodos de suicidio más ampliamente usados tienen índices de letalidad inferiores al 5 %.» Aunque las restricciones a las armas de fuego han reducido las tasas de suicidio por arma de fuego en otros países, estas restricciones no son factibles en Estados Unidos porque la Segunda Enmienda a la Constitución de los Estados Unidos protege el derecho a llevar armas y guardarlas (se entiende que en casa).

### Asesoramiento espiritual
La gran mayoría de las religiones conocidas (como la Iglesia Católica) consideran al suicidio como un pecado (o una falta equivalente). Sus sacerdotes están disponibles para guiar en este problema y sus circunstancias.

### Asesoramiento psicológico
Existen diversas terapias psicológicas para reducir las ideas suicidas.
En las terapias de grupo, un paciente de tendencias suicidas puede intervenir junto a otras personas (habitualmente otros pacientes, con los que  charlaría sin problemas mayores). El resto de pacientes puede tener los mismos problemas psicológicos que él u otros distintos. Un psicólogo dirigiría la charla.
Muchas psicoterapias dialécticas, basadas en evidencias, se consideran preparadas para reducir la ideación suicida, como la terapia dialéctica conductual (TDC), acerca de la cual múltiples estudios han informado de sus grados variables de eficacia en la reducción del riesgo de suicidio. Los beneficios de la TDC incluyen una reducción en los comportamientos autolesivos y la ideación suicida. La terapia conductual cognitiva para la prevención del suicidio es una forma de TDC adaptada para adolescentes con alto riesgo de repetir un intento de suicidio.

### Asociaciones y teléfonos de ayuda
Ante una situación crítica, en España pueden llamar a la línea telefónica 024: personas con pensamientos, ideaciones o riesgo suicida y sus familiares o allegados. En la web Institucional del Ministerio de Sanidad hay otros dos medios de comunicación alternativa: chat en línea y video para comunicarse en Lengua de signos.

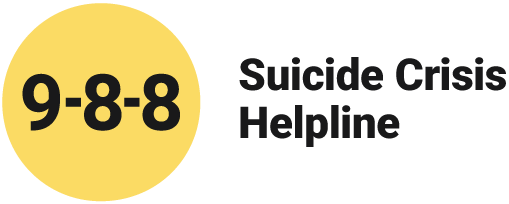
988: Línea telefónica para la prevención del suicidio y atención en otras crisis, un teléfono disponible en Estados Unidos y Canadá. En algún momento hay opción de pulsar 2 para ser atendido en español.
En diversos países hispanoablantes existe el Teléfono de la Esperanza (el 717 003 717 si es llamando desde España a su sede española).

Existen muchas organizaciones sin ánimo de lucro, que sirven para orientar y proporcionar consuelo a las personas que necesitan hablar con alguien. A veces tienen teléfonos a los que uno puede llamar directamente, como es el caso del Teléfono de la Esperanza, donde hablan en español.
El primer programa documentado para la prevención del suicidio se inició en 1906, a la vez en Nueva York y Londres, por la Liga Nacional Salva Una Vida y el departamento de prevención de suicidios del Ejército de Salvación, respectivamente.
Las intervenciones para la prevención del suicidio pueden clasificarse en dos amplias categorías: individuales y colectivas. Para identificar, revisar y difundir las mejores prácticas la Asociación Estadounidense para la Prevención del Suicidio (AASP por sus siglas en inglés) creó el Registro Nacional de Mejores Prácticas (BPR por sus siglas en inglés). En el centro de recursos del BPR se guarda información sobre programas de prevención mantenidos por la AASP. Estos programas se dividen en los de la sección I (programas sujetos a una profunda revisión que han mostrado resultados positivos) y los de la sección III (programas solamente revisados).

### Charlas directas
Una forma eficaz de valorar los pensamientos suicidas es que una persona de gran fiabilidad (típicamente, un experto) hable directamente con la persona que los tiene, y le pregunte sobre depresión y sus planes de suicidio. Contrariamente a lo que se piensa, hablar privadamente del suicidio de una manera correcta no tiene por qué producir ideas suicidas. Sin embargo debe hacerse con cuidado, compasión e incluso preocupación. La táctica es reducir la tristeza y asegurar que a otra gente le importa la persona que está triste. La Organización Mundial de la Salud (OMS) aconseja no decir que todo se arreglará, ni minimizar los problemas presentes, ni dar falsas esperanzas sobre asuntos serios. La conversación debería ser gradual y tener lugar solo cuando la persona esté dispuesta a hablar de sus sentimientos.
Se postula el modelo ÍCARO (personaje mitológico que fue el primero que supuestamente voló), ICARE por sus siglas en inglés, que significa "Yo me ocupo" o "A mí sí me importas", y cuyas siglas representan: Identificar el pensamiento, Conectar con él, Atribuirle pruebas, Reestructurar el pensamiento y Organizar la expresión de sentimientos a partir del pensamiento reestructurado.
Algunas guías sobre la conversación con suicidas han llegado a ser distribuidas a gente que pueda estar en esa situación.

### Planificación del 'afrontamiento'
La planificación del afrontamiento (coping planning) es un sistema innovador, basado en las fortalezas de la propia persona para solucionar el problema que sea o al menos amortiguar su impacto. Intenta satisfacer las necesidades de las personas que buscan ayuda, entre ellas las que padecen ideaciones suicidas. Al analizar por qué alguien pide ayuda, la valoración y gestión de riesgos se queda en lo que necesita esa persona, y la valoración de necesidades se centra en las necesidades de esa persona. La prevención del suicidio basada en la planificación del afrontamiento se apoya en las estrategias de afrontamiento. 
El afrontamiento se considera una respuesta humana normal y universal ante emociones desagradables. Las posibles intervenciones van desde la baja intensidad (e.g. autoconsuelo) hasta la alta (e.g. terapia con un profesional de la salud mental). Planificando el afrontamiento se apoya socialmente a las personas con distrés y se les proporciona resiliencia y un sentimiento de pertenencia. La planificación proactiva del afrontamiento supera las implicaciones del fallo al intentar suprimir conscientemente determinados pensamientos. El modelo biopsicosocial para enseñar un afrontamiento saludable mejora la regulación emocional y disminuye los recuerdos de emociones desagradables. Una buena planificación del afrontamiento reduce estratégicamente la ceguera por falta de atención de una persona a la vez que desarrolla su resiliencia y sus capacidades de autorregulación.

### Mejora del estado físico
Según ha sido estudiado, una dieta adecuada, dormir correctamente y el ejercicio físico tienen una influencia positiva en el ánimo y la actividad del individuo.

### Acceso de los profesionales de la salud
El contacto con los profesionales de la salud es importante en la lucha contra el suicidio, porque hace posible detectar las intenciones y los intentos suicidas.

### Medicamentos
Investigaciones recientes han mostrado que las sales de litio son eficaces para reducir el riesgo de suicidio de las personas con trastorno bipolar al riesgo menor que tiene la población general. Estas sales de litio también se han demostrado eficaces para reducir el riesgo de suicidio en los afectados por depresión unipolar.Igualmente, los medicamentos antidepresivos son recetados para reducir el riesgo de suicidio en caso de depresión y otros trastornos. Sin embargo, puede ser notado que, en caso de que sea un psiquiatra quien recete alguno de estos medicamentos, el problema sería llevado al ámbito de la psiquiatría, con sus propios contextos y planificaciones, normalmente más rígidos que los de otros ámbitos.
También es destacable que, en una proporción de los casos de uso de medicamentos para prevenir el suicidio, puede suceder una "reacción paradójica", consistente en un aumento de la intención suicida, principalmente en las siguientes ocasiones: el inicio del periodo de toma del medicamento, el cambio de su dosis para ajustarla, y el final de su periodo de ingesta (su abandono o discontinuación). Por lo cual, es recomendada una mayor precaución en esos momentos.

### Barreras y protecciones físicas
A veces son instalados sistemas de protección, como barreras y redes anti-suicidas, en puentes, edificios y otros puntos peligrosos, para prevenir los suicidios en ellos. En la decisión puede influir el uso frecuente para el suicidio de esos puntos peligrosos, y la posibilidad de herir a alguien en el intento de suicidio (algo muy posible en el salto desde rascacielos y situaciones similares). En ocasiones, el problema no es su posible uso para el suicidio, sino una simple falta de seguridad en ellos que hace que la gente quede expuesta involuntariamente al peligro de accidente.

### Programas preventivos para reducir la causa
Algunas planificaciones intentan evitar el suicidio evitando los problemas previos que podrían inducir a ello. Por ejemplo: la violencia en una pareja sentimental, la familiar, el acoso escolar (bullying), el acoso en el trabajo (mobbing) y cualquier otro.
La Organización Mundial de la Salud recomienda que «se disponga de habilidades específicas en el sistema educativo para prevenir el acoso escolar y la violencia en los centros de enseñanza y sus alrededores», con el fin de crear un entorno seguro libre de intolerancia.

### Campañas de información
La prevención del suicidio también implica informar al público general, o sólo a un sector, sobre los signos del suicidio, para poder detectarlas, y sobre los medios de ayuda existentes.
Las campañas informativas deben ser correctamente realizadas para que funcionen como estaba previsto. A veces es señalado que las menciones inadecuadas al suicidio podrían hacer aumentar su cantidad (según las circunstancias). En una revisión sobre campañas de comunicación contra el suicidio, sólo dos estudios de tres consideraron al efecto de esas campañas como positivo.

### Estrategias generales en la sociedad

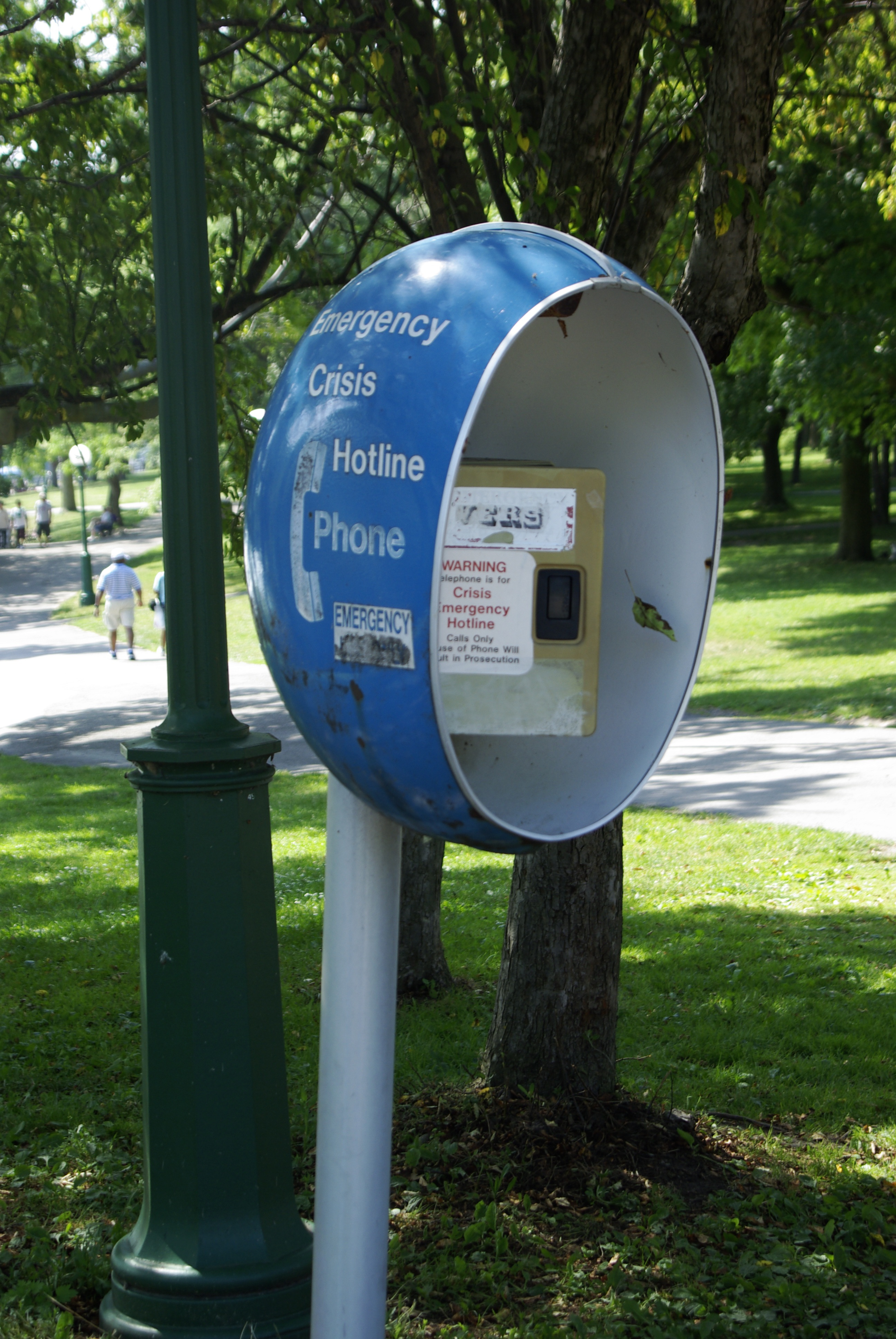
Teléfono conectado a un servicio de ayuda en el Parque Estatal de las Cataratas del Niágara

La estrategia estadounidense para la prevención del suicidio promueve y patrocina varios esfuerzos específicos:
- Desarrollar grupos liderados por profesionales para un amplio apoyo a la prevención del suicidio.
- Promover programas de prevención basados en la comunidad.[67]
- Cribar y reducir los comportamientos de riesgo a través de programas de resiliencia psicológica que promueven el optimismo y la conexión.
- Formación sobre el suicidio, que incluya factores de riesgo, señales de alarma, cuestiones de estigma y la disponibilidad de ayuda a través de campañas sociales.
- Aumentar la eficacia de respuesta de los servicios sociales y sanitarios a las personas en riesgo, e.g. formación de los profesionales de ayuda, mejora del acceso a vínculos comunitarios y teléfonos de la esperanza.
- Combatir la violencia doméstica.
- Reducir el abuso de sustancias.
- Reducir el acceso a posibles medios de suicidio y de autolesión, como venenos, sustancias tóxicas o armas de fuego.
- Disminuir el número de dosis en los medicamentos de venta libre, como la aspirina.
- Programas, basados en los centros educativos, de prevención del suicidio y desarrollo de las habilidades emocionales[68] (inteligencia intrapersonal).
- Intervenciones y vigilancia, legal y moralmente aceptable, de los grupos de alto riesgo.
- Mejora de la información sobre comportamientos negativos, comportamientos suicidas, enfermedad mental[69] y abuso de sustancias en los medios de comunicación y entretenimiento.
- Investigación de factores de protección.
- Desarrollo de prácticas clínicas eficaces.

Esta estrategia también ha sugerido que los medios deberían presentar las emociones negativas de modo menos romántico y tener cuidado con la traumatización vicaria (personas que se traumatizan, no porque les haya ocurrido algo grave, sino escuchando a gente a la que sí le ha ocurrido, o relacionándose con ella). Una investigación demostró que, al mes siguiente de emitirse la serie de televisión Por trece razones, los suicidios entre jóvenes de 10 a 17 años aumentaron un 28,9 % en Estados Unidos. Se calcula que se produjeron unos 195 suicidios adicionales.
Los Centros para el Control y Prevención de Enfermedades (desde un taller en 1998) y la Fundación Estadounidense para la Prevención del Suicidio han sugerido que los magacines y los telediarios podrían ayudar a prevenir el suicidio si, cuando dieran cuenta de uno, lo relacionaran con resultados negativos, como el dolor de los familiares. Deberían trasladar que la mayor parte de las personas escoge métodos diferentes del suicidio para resolver sus problemas, evitar el término "epidemia de suicidios" y no sacar declaraciones de autoridades o gente corriente como portavoces de lo razonable que era el suicidio en ese caso particular. Los especialistas recomiendan hablar del suicidio sin tabúes, pero no de medios, justificación o moralidad, sino de prevención.

#### Estrategias específicas en la sociedad

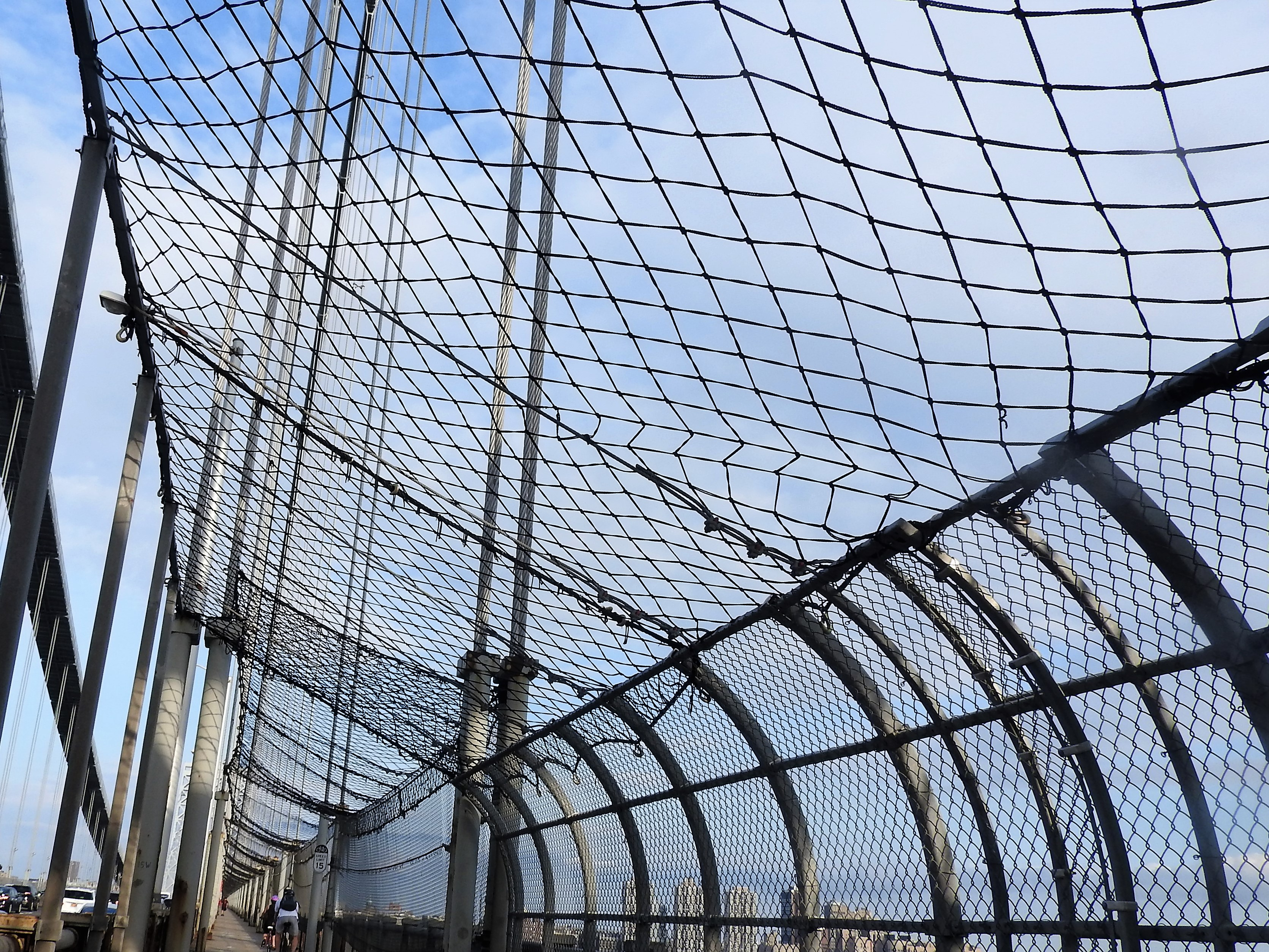
Redes de seguridad en el Puente George Washington en Nueva York, usados para evitar que las personas trepen y salten de este.

Las estrategias de prevención se centran en reducir los factores de riesgo y en intervenir eficazmente para rebajar el nivel de riesgo. Los factores de riesgo y de protección, distintos en cada individuo, pueden ser valorados por un especialista en salud mental. Algunas de las estrategias específicas son:
- Intervención ante crisis
- Consejo estructurado y psicoterapia
- Hospitalización de los pacientes con baja adherencia y de los que requieran monitorización o tratamiento de síntomas secundarios
- Terapia de apoyo, como desintoxicación, psicotrópicos, impartición de pautas a la familia o facilitación del acceso a teléfonos de emergencia
- Restricción del acceso a medios letales a través de políticas y leyes
- Creación y utilización de "tarjetas de crisis", que el individuo lleva encima y describen una lista de pasos que deberían seguirse si se produce una crisis hasta que se asiente un comportamiento positivo
- Enseñanza de habilidades para la vida centradas en la persona, e.g. resolución de problemas
- Entrada en grupos de terapia como Alcohólicos Anónimos
- Terapia recreativa que mejore el ánimo
- Motivar a la persona en riesgo para que realice actividades de autocuidado, como ejercicio físico, meditación o relajación

Las psicoterapias que se han mostrado más eficaces son la terapia dialéctica conductual (DBT por sus siglas en inglés), que reduce los intentos de suicidio y la hospitalización por ideación suicida, y la terapia cognitiva, que mejora la resolución de problemas y el afrontamiento.

### Posvención
Esta palabra es un neologismo formado sustituyendo el prefijo pre- de prevención por "pos" (post-), y significa que, una vez que el daño ya está hecho, intentar que afecte lo menos posible. Es un término empleado solamente en suicidiología. Cada suicidio consumado afecta a un mínimo de 6 personas. La posvención se aplica a las personas afectadas por el suicidio de un individuo. Esta intervención facilita el duelo, reduce la culpa y la preocupación, y disminuye los efectos del trauma.
Se promueve una adecuada aflicción para conseguir una catarsis y apoyar las capacidades adaptativas antes de intervenir para atajar la depresión (la cuarta fase de un proceso normal de duelo) y otros desórdenes psiquiátricos. También se proporciona posvención para minimizar el riesgo de suicidios imitativos, pero falta un protocolo estándar basado en evidencias. Sin embargo el objetivo general del especialista en salud mental es disminuir la probabilidad de que otros copien el comportamiento suicida del fallecido como estrategia para lidiar con la adversidad.

## Modelo de suicidio
Van Orden et al. (2010) postularon que hay dos factores principales tras los intentos de suicidio. El primero es un deseo de morir y el segundo, la capacidad adquirida. El deseo de morir surge de pensamientos intrusivos de "pertenencia contrariada" (thwarted belongingness) —que se describe como sentirse emocionalmente alienado de los otros— y de sensación de ser un estorbo (el suicida piensa que es incompetente, y por tanto una carga para los otros). La capacidad adquirida en este contexto se emplea porque las personas, de manera natural, tienen miedo a la muerte y a las experiencias dolorosas. La capacidad para llevar a cabo el intento de suicidio se forma a partir del dolor físico y emocional y un estado cognitivo perturbado. Esta capacidad se adquiere a través de intentos previos (violencia autodirigida), ensayos conductuales o mediante la imaginación, y también a través de acostumbrarse de otras maneras a las experiencias dolorosas o peligrosas.
Los suicidas a menudo tienen visión túnel sobre la situación en la que se encuentran, y consideran la irreversibilidad del suicidio como una salida fácil a dicha situación. Entre otros factores de riesgo significativos pueden citarse las enfermedades mentales y el abuso de sustancias. Los individuos con buenas relaciones interpersonales y apoyo familiar tienen menor riesgo de suicidio. También padecen menos riesgo las personas de mayor autocontrol y autoeficacia, correcta percepción de la realidad y estrategias de afrontamiento más adaptativas. Los esperanzados, quienes tienen planes de futuro o anhelan determinados acontecimientos futuros, o están satisfechos con su vida, se considera que disfrutan de factores de protección frente al suicidio.

## Factores preventivos o protectores
Los individuos con acceso a servicios de salud mental adecuados, un sentimiento de pertenencia, buenas habilidades de resolución de problemas, y un sistema de creencias que rechace el suicidio, tienen menos probabilidad de intentarlo.

## Importancia económica de la prevención
Se estima que, en Estados Unidos, un suicidio cuesta alrededor de 1,3 millones de dólares norteamericanos. Si se gasta dinero en las intervenciones preventivas adecuadas, se evitan pérdidas económicas 2,5 veces superiores al dinero gastado. Se calcula que en todo el mundo se suicidan anualmente unas 800 000 personas.

## Prevención en algunos países

### Argentina

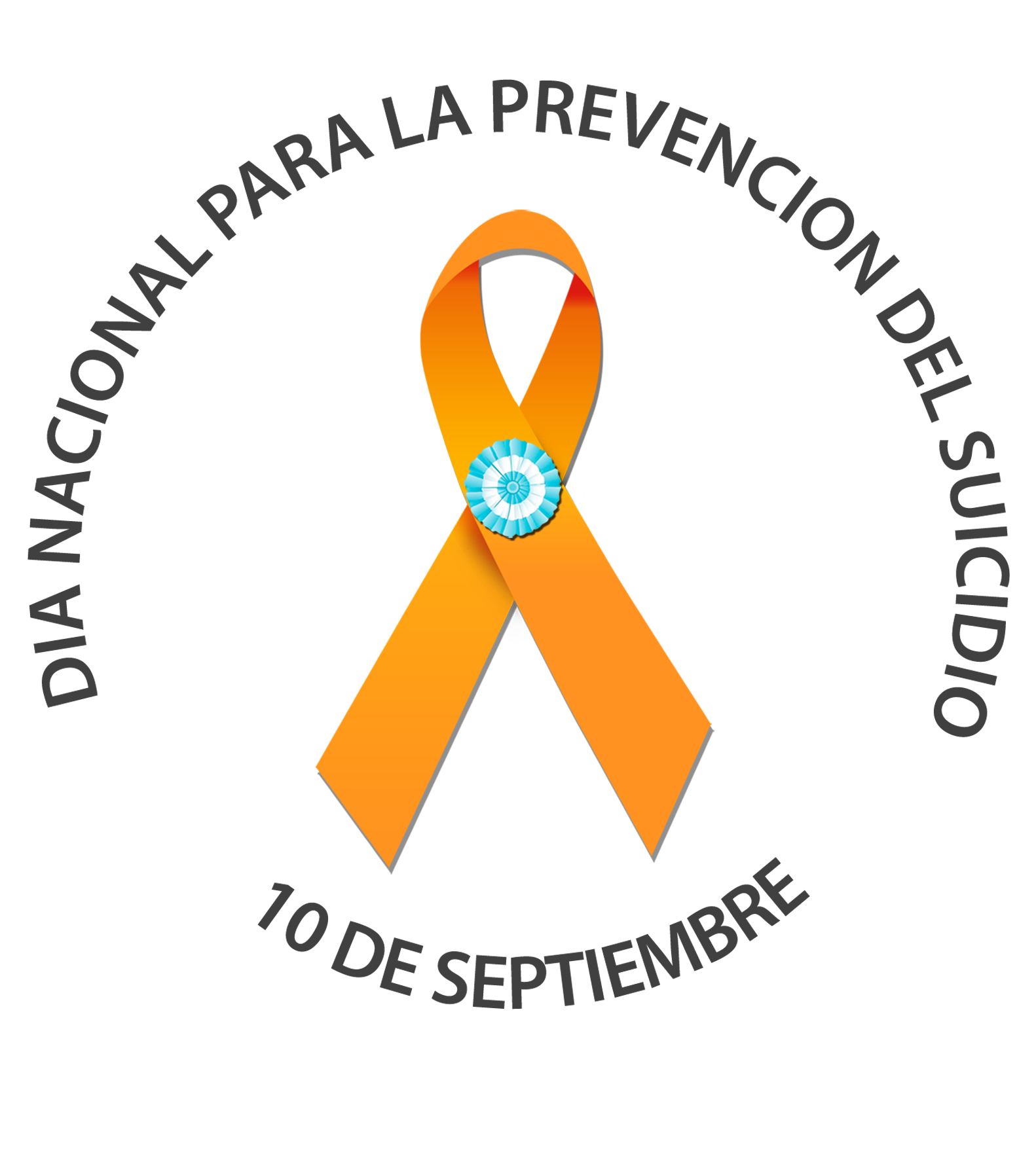
Lazo Naranja - Prevención del Suicidio

Este país desde 2010 viene trabajando fuertemente para la implementación de políticas públicas en relación con la prevención del suicidio. Se ha iniciado con la declaración del 10 de septiembre como Día Nacional de la Prevención Del Suicidio en el año 2010. En el año 2015 se sancionó por unanimidad de ambas cámaras legislativas de Argentina la Ley Nacional 27130 ¨Ley nacional de prevención del suicidio¨ El Diputado Nacional Mario Fiad presenta la Ley Nacional en la cámara de diputados de la nación, haciendo referencia que fue una construcción colectiva donde participaron organismos del gobierno, la Fundación Manos Unidas Por la Paz que tiene el Programa de Prevención, Atención y Posvención del Suicidio.
Años después y en cumplimento a la Ley Nacional, el Poder Ejecutivo Nacional se desarrolló la Guía de Prevención del Suicidio para los Medios de Comunicación

### México
El gobierno de México desde la pandemia de COVID en 2020, ha reunido esfuerzos para combatir el suicidio a nivel nacional con el programa PRONAPS. El principal objetivo del programa PRONAPS es bajar la tasa de mortalidad por el suicidio, además de atender a la población más susceptible a este padecimiento que son los adolescentes y jóvenes de 18 a 29 años, además, el suicidio afecta más a hombres que a mujeres. En el año 2023 en México se registraron 8,837 suicidios; equivalente al 1.1% de las muertes registradas ese año, los estados que representaron mayor porcentaje de suicidio fueron: Yucatán, Chihuahua, Campeche y Aguascalientes.
México tiene presente cada año el día de la prevención del suicidio a nivel mundial impuesto por la OMS, por lo que septiembre cada año se viste de un color amarillo, que es el color de la prevención del suicidio a nivel mundial. El gobierno de México ha creado un manual para prevención del suicidio en nuestro país para toda la población, este manual lo que busca es ayudar a todas las personas a conocer todos los factores del suicidio y sobre como ayudar a una persona que esta desesperanzada por el futuro.

### España[93]
En agosto de 2018 la entonces ministra de sanidad, Carmen Montón, anunció la puesta en marcha del primer plan integral para la prevención del suicidio en España. La clave del plan está en la detección (por personas cercanas o médicos) temprana y la subsiguiente cita (idealmente en menos de 72 horas) con el especialista. En 2017 se suicidaron en España 3 679 personas, pero el país continúa sin adoptar los protocolos de prevención establecidos por la Organización Mundial de la Salud en 2014.

### Japón
En Japón, el segundo país del mundo en índice de suicidios, tras Rusia, el número total lleva descendiendo desde 2003. En 2006 la Dieta (el Parlamento japonés) aprobó la Ley básica de prevención del suicidio. En 2016 un libro blanco sugería que el descenso podía deberse, entre otras cosas, a la mejora de los tratamientos contra la depresión. 

### Reino Unido
De 2011 a 2019 casi se duplicó (de 3 por 100 000 a más de 5) el número de jóvenes que se quitan la vida, hasta el extremo de hablarse de una "generación suicida". Los expertos atribuyen a las redes sociales el gran aumento de la infelicidad entre los jóvenes. El Gobierno británico publicó a finales de febrero de 2019 instrucciones para que los gigantes de Internet retiren imágenes y referencias a suicidio y autolesiones.

## Para saber más
- Suicide prevention and assessment handbook, Centre for Addiction and Mental Health, 2011.
- Nancy Boyd-Franklin; Elizabeth N. Cleek; Matt Wofsy; Brian Mundy (2013). «Risk Assessment and Suicide Prevention». Therapy in the Real World: Effective Treatments for Challenging Problems. Guilford Press. p. 341. ISBN 978-1-4625-1034-4.
- Van Orden K. A. (2010). «The interpersonal theory of suicide». Psychological Review 117: 575-600. doi:10.1037/a0018697.